# 鈴木望 (野球)
鈴木 望（すずき のぞむ、1967年5月2日 - ）は、静岡県浜松市生まれ、東京都世田谷区出身の元プロ野球選手（内野手）。
父の鈴木章介は1964年東京オリンピックに出場した十種競技選手、巨人トレーニングコーチ、母はローマ五輪走り幅跳びに出場した伊藤文子。

## 来歴・人物
小学2年の時にリトルリーグに所属して野球を始める。野球留学で進んだ石川県の星稜高では2年の春夏に甲子園出場。1年上に湯上谷竑志がいた。
1986年に高校卒業後、駒澤大学へ進学。硬式野球部に所属。1987年春季リーグでは打率.576で戦後最高打率の首位打者になり、リーグ戦優勝に貢献。1学年先輩の野村謙二郎と1、2番を打ち、二遊間を組んだ。東都大学リーグ通算75試合出場、233打数69安打、打率.296、6本塁打、35打点、ベストナイン2度受賞。大学では、3学年先輩に新谷博、2学年先輩に田村勤、1学年先輩に野村や鈴木英之、1学年後輩に関川浩一、2学年後輩に竹下潤や若田部健一、3学年後輩に田口昌徳や鶴田泰らがいた。
1989年のプロ野球ドラフト会議で読売ジャイアンツから5位指名を受け入団。
1993年に一軍初出場を果たした。
1995年オフに戦力外通告を受け退団。
1996年に日本ハムファイターズのテストに合格し入団する。同年一軍出場を果たしプロ初安打を本塁打で記録する。
1997年以降は一軍出場がなかった。
1998年オフに現役を引退。プロでは右膝の故障にも泣き、飛躍することができなかった。
引退後は栄養食品会社に勤務しつつ、クラブチームで選手として活動していた。その後、東京青山リトルシニアのコーチを務める。

## 詳細情報

### 年度別打撃成績
| 年 度     | 球 団     | 試 合 | 打 席 | 打 数 | 得 点 | 安 打 | 二 塁 打 | 三 塁 打 | 本 塁 打 | 塁 打 | 打 点 | 盗 塁 | 盗 塁 死 | 犠 打 | 犠 飛 | 四 球 | 敬 遠 | 死 球 | 三 振 | 併 殺 打 | 打 率 | 出 塁 率 | 長 打 率 | O P S |
| --------- | --------- | ----- | ----- | ----- | ----- | ----- | -------- | -------- | -------- | ----- | ----- | ----- | -------- | ----- | ----- | ----- | ----- | ----- | ----- | -------- | ----- | -------- | -------- | ----- |
| 1993      | 巨人      | 4     | 0     | 0     | 1     | 0     | 0        | 0        | 0        | 0     | 0     | 0     | 0        | 0     | 0     | 0     | 0     | 0     | 0     | 0        | ----  | ----     | ----     | ----  |
| 1996      | 日本ハム  | 10    | 19    | 15    | 2     | 2     | 1        | 0        | 1        | 6     | 1     | 0     | 0        | 1     | 0     | 3     | 0     | 0     | 8     | 0        | .133  | .278     | .400     | .678  |
| 通算：2年 | 通算：2年 | 14    | 19    | 15    | 3     | 2     | 1        | 0        | 1        | 6     | 1     | 0     | 0        | 1     | 0     | 3     | 0     | 0     | 8     | 0        | .133  | .278     | .400     | .678  |

### 記録
- 初出場：1993年9月21日、対広島東洋カープ19回戦（広島市民球場）、8回裏に川相昌弘に代わり遊撃手として出場
- 初先発出場：1996年6月11日、対千葉ロッテマリーンズ13回戦（宮城球場）、2番・二塁手として先発出場
- 初安打・初本塁打・初打点：同上、6回表にエリック・ヒルマンから左越ソロ

### 背番号
- 41 （1990年 - 1994年）
- 63 （1995年）
- 38 （1996年 - 1998年）